# Avinguda de Pau Claris
L'Avinguda Pau Claris és una important avinguda de la ciutat de la Seu d'Urgell a la comarca de l'Alt Urgell. És la principal avinguda central de la ciutat, ja què, vertebra la ciutat pel centre. Té inici a la Plaça Bisbes Prínceps (N-260a) i té final a la rotonda de la Plaça de les Monges.
És tracta d'una avinguda amb un carril d'un sol sentit. Fins a l'any 2007, aquesta avinguda, fou de dos carrils però aquest any, l'Ajuntament de la Seu emparat pel marc del pla municipal de mobilitat va convertir-la en una via d'un sol sentit i va fer aparcaments de zona blava, és a dir, de pagament així com va eixamplar la vorera. Posteriorment es va presentar una proposta, que no va prosperar, per construir un aparcament soterrat.
Encara que aquest avinguda és d'un sol sentit, paral·lelament hi ha l'Avinguda de Joan Garriga i Massó que es de doble sentit. Està dedicada a Joan Garriga i Massó, que residí a la ciutat i en fou diputat per la Circumscripció de la Seu d'Urgell. A través d'aquesta avinguda es pot accedir a l'Estació d'autobusos de la Seu. També dona accés al Centre històric de la Seu a través del Carrer Capdevila on s'hi pot admirar la seva font.
L'avinguda està dedicada a Pau Claris i Casademunt que fou un polític i eclesiàstic català i el 94è president de la Generalitat de Catalunya a l'inici de la Guerra dels Segadors. El 16 de gener de 1641 proclamà la República Catalana sota la protecció de França. En el marc de la Seu va ser nomenat beneficiat de la d'aquesta ciutat el 28 d'agost i canonge el 25 de setembre del 1612. Fou destinat a la diòcesi d'Urgell.

## Llocs d'interès
- Hotel Avenida[15]
- Oficina de CaixaBank[16]
- Botiga de Vodafone[17]
- Restaurant Miscela[18]
- Restaurant Cal Teo[19]
- Restaurant Pifarré[20]

## Confluències
- Plaça Europa: És una de les places més importants de vila i està dedicada a Europa i la Unió Europea. Està situada a la vora de la Plaça Bisbes Prínceps. Cada any, el dia 10 de setembre a les 22:00h, té lloc la Marxa de Torxes per la Independència, que culmina a la Plaça dels Oms davant l'Ajuntament.[21] Al març de l'any 2007 s'inaugurava la Plaça Europa com a nou equipament de la ciutat que va ser qualificat per l'alcalde en aquell moment, Jordi Ausàs, com a símbol de l'urbanisme modern de la ciutat.[22]
- Passeig de Pasqual Ingla: Travessa una part important del centre i oest de la població. Aquest passeig alberga importants comerços de la vila, com ara un Caprabo i diversos establiments.[23]
- Carrer Portal d'Andorra: Carrer de la ciutat que alberga el Portal d'Andorra al Centre històric.[24]